# Samuel Henrique Silva Guimaraes
Samuel Henrique Silva Guimaraes (sinh ngày 23 tháng 7 năm 1989) là một cầu thủ bóng đá người Brasil.

## Sự nghiệp câu lạc bộ
Samuel Henrique Silva Guimaraes đã từng chơi cho Sagan Tosu.